# Manzanares el Real

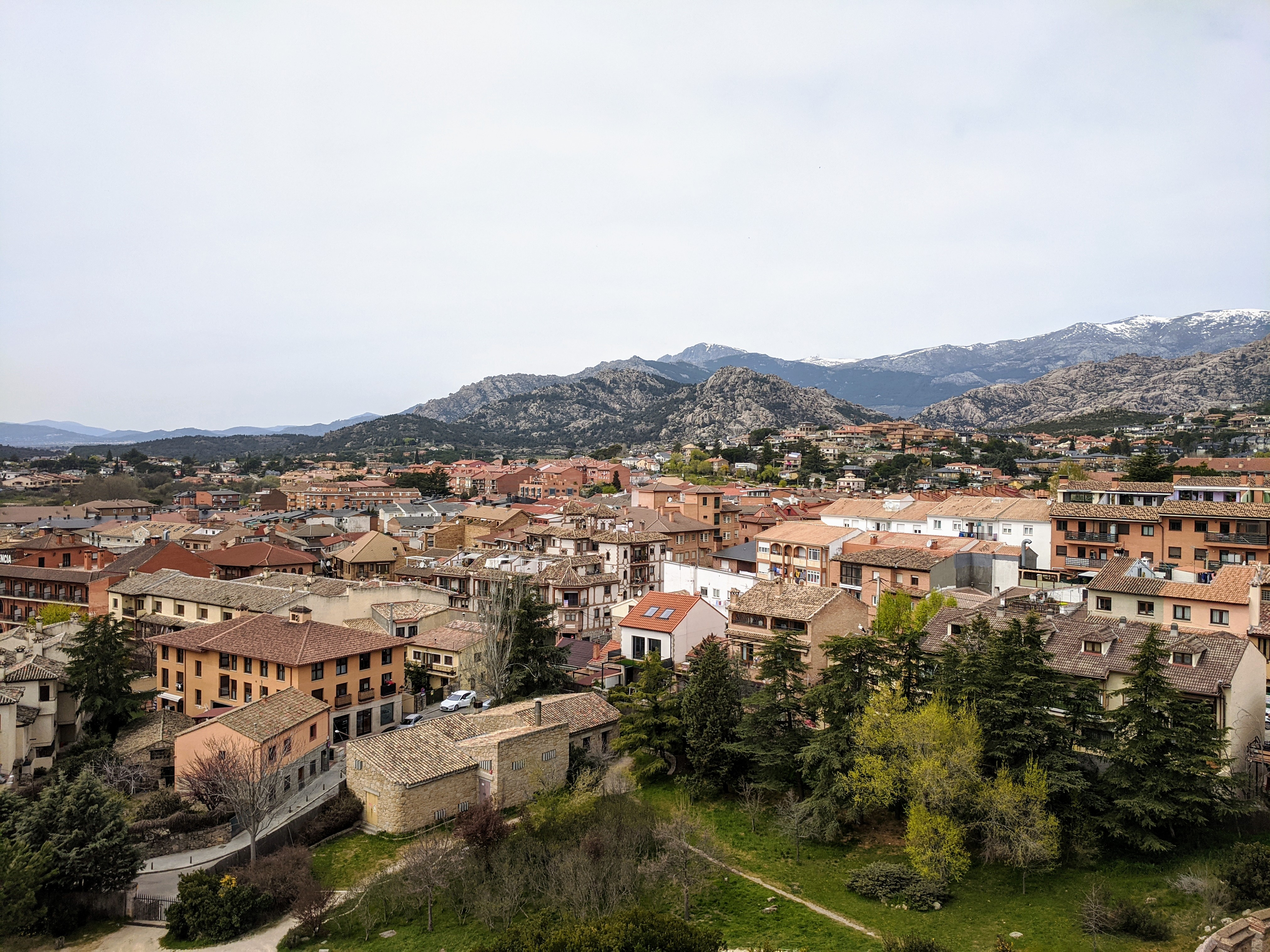
Vy över Manzanares el Real.

Manzanares el Real är en ort och kommun i den autonoma regionen Madrid i centrala Spanien. Orten ligger cirka 37 kilometer nordväst om centrala Madrid. Den är belägen vid foten av bergskedjan Sierra de Guadarrama och vid stranden av vattenreservoaren vid Santillana. Kommunen har 9 550 invånare (2024), på en yta av 126,70 km².

## Geografi
Manzanares är den femte största kommunen i Madridregionen, med 126,70 km², och en av de rikaste och ekologiskt mest intressanta. Den ligger ihop med naturparken Parque Regional de la Cuenca Alta del Manzanares och vid kommunens gränser finns betydande naturområden som La Pedriza och embalse de Santillana, förutom Ventisquero de la Condesa, där floden Manzanares rinner upp, och Cabezas de Hierro, det näst högsta berget i Sierra de Guadarrama, 2 381 meter över havet.

## Kultur

### Arkeologiska fynd
Etnologiska och arkeologiska museet i Manzanares (Museo Etnológico y Arqueológico) har en utställningshall för de arkeologiska fynd som har hittats i olika bosättningsplatser i kommunen. Bland de otaliga skatter som visas, finnas stenhackor, flintredskap, lerkärl, förhistoriska grottmålningar, kvarnstenar, rester från visigoternas gravsättningar, keramik från medeltiden och vissa moderna manuskript. En historisk exposé som visar Manzanares under tidens gång.

### Filmkonst
Manzanares el Real har varit skådeplatsen för flera stora filmproduktioner, bland dessa kan nämnas El Cid, Alexander den store, Romarrikets fall, och olika Vilda Västern-filmer.

## Sevärdheter
I kommunen finns ett betydande kulturminne, nämligen borgen Mendoza (även kallad Manzanares el Real), det bäst bevarade i Madridregionen och en av de mest betydande i Spanien. Det ligger längs turiststråket för Madrids slott, befästningar och vakttorn, tillsammans med det gamla slottet i Manzanares el Real, den andra äldre befästningen på orten.

### La Ermita de Nuestra Señora de la Peña Sacra
Ermitan ligger på klippan la Peña Sacra, från vilken man har en utsikt över La Pedriza. Konstruktionen är från 1500-talet, med senare tillbyggnader från 1600-talet. Helgonbilden La Virgen de la Peña Sacra ("Jungfrun av Peña Sacra") är en modern kopia av den försvunna bilden från 1800-talet, med undantag för Jesusbarnet (el Niño) som är från äldre tider. Det finns olika dokument som kopplar ihop la Peña de la Sacra med druidiska kulter, och närvaron av keltiska präster som firade sina riter i skogarna runt första millenniet efter Kristus.
Det är okänt när dyrkandet av helgonbilden la Virgen de la Peña Sacra började, på grund av svårigheterna att hitta dokument äldre än från 1500-talet. Utan tvekan har kultens betydelse ökat fram mot 1700-talet. För närvarande finns en betydande tillbedjan av helgonet, fast det inte är skyddshelgon för regionen.
År 1769, under firandet av helgonet, förlorade man kontrollen över ljusen som omgav helgonbilden i kyrkan och allt tog eld. Endast sakristian undkom, och kyrkan lämnades utan torn, tak och helgonbilder. Till och med själva helgonet blev bränt. Samtidigt, berättar, berättar Bernaldo de Quirós, i sin berättelse om händelser från Manzanares gamla värdshus, blev ermitan föremål för en attack av banditer som bodde i området, men försvarades modigt av vaktstyrkan för Peña Sacra. I mer modern tid, har ermitan varit inblandad i nya händelser. Under spanska inbördeskriget blev ermitan delvis förstörd och den äldsta helgonbilden av jungfru Maria försvann.